# EPojisteni.cz liga (2016/2017)
EPojisteni.cz 2016/2017 – 24. edycja najwyższych w hierarchii rozgrywek ligowych czeskiej klubowej piłki nożnej. Tytułu mistrzowskiego z poprzedniego sezonu broni drużyna Viktoria Pilzno. Rozgrywki rozpoczęły się 29 lipca 2016 roku meczem pomiędzy zespołami Dukla Praga i FK Teplice.

## Drużyny
| Uczestnicy poprzedniej edycji                                                                                 | Uczestnicy poprzedniej edycji | Uczestnicy poprzedniej edycji | Uczestnicy poprzedniej edycji |
| --- | ----------------------------- | ----------------------------- | ----------------------------- |
| VPL | Viktoria Pilzno               | 1                             |                               |
| SPA | Sparta Praga                  | 2                             |                               |
| SLL | Slovan Liberec                | 3                             |                               |
| MLB | FK Mladá Boleslav             | 4                             |                               |
| SLA | Slavia Praga                  | 5                             |                               |
| ZBR | Zbrojovka Brno                | 6                             |                               |
| JAB | FK Jablonec                   | 7                             |                               |
| 1SL | 1. FC Slovácko                | 8                             |                               |
| BOH | Bohemians 1905                | 9                             |                               |
| DUK | Dukla Praga                   | 10                            |                               |
| VYS | FC Vysočina Igława            | 11                            |                               |
| TEP | FK Teplice                    | 12                            |                               |
| ZLN | Fastav Zlín                   | 13                            |                               |
| PRB | 1. FK Příbram                 | 14                            |                               |
| Awans z II ligi (2015/2016)                                                                                   |                               |                               |                               |
| KAR | MFK Karwina                   | 1                             |                               |
| HRK | FC Hradec Králové             | 2                             |                               |
| Oznaczenia: - kolumna pierwsza – skróty nazw drużyn, - kolumna trzecia – miejsce zajęte w poprzednim sezonie. |                               |                               |                               |

## Tabela
| Lp. | Drużyna               | M  | Z  | R  | P  | B+ | B– | +/– | Pkt | Kwalifikacja lub spadek                   |
| --- | --------------------- | -- | -- | -- | -- | -- | -- | --- | --- | ----------------------------------------- |
| 1   | Slavia Praga (C)      | 30 | 20 | 9  | 1  | 65 | 22 | +43 | 69  | III runda kwalifikacyjna do Ligi Mistrzów |
| 2   | Viktoria Pilzno       | 30 | 20 | 7  | 3  | 47 | 21 | +26 | 67  | III runda kwalifikacyjna do Ligi Mistrzów |
| 3   | Sparta Praga          | 30 | 16 | 9  | 5  | 47 | 26 | +21 | 57  | III runda kwalifikacyjna do Ligi Europy   |
| 4   | FK Mladá Boleslav     | 30 | 13 | 10 | 7  | 47 | 37 | +10 | 49  | II runda kwalifikacyjna do Ligi Europy    |
| 5   | FK Teplice            | 30 | 13 | 9  | 8  | 38 | 25 | +13 | 48  |                                           |
| 6   | Fastav Zlín           | 30 | 11 | 8  | 11 | 34 | 35 | −1  | 41  | Faza grupowa Ligi Europy                  |
| 7   | Dukla Praga           | 30 | 11 | 7  | 12 | 39 | 35 | +4  | 40  |                                           |
| 8   | FK Jablonec           | 30 | 9  | 12 | 9  | 43 | 38 | +5  | 39  |                                           |
| 9   | Slovan Liberec        | 30 | 10 | 9  | 11 | 31 | 28 | +3  | 39  |                                           |
| 10  | MFK Karwina           | 30 | 9  | 7  | 14 | 39 | 49 | −10 | 34  |                                           |
| 11  | Zbrojovka Brno        | 30 | 6  | 14 | 10 | 32 | 45 | −13 | 32  |                                           |
| 12  | 1. FC Slovácko        | 30 | 6  | 14 | 10 | 29 | 38 | −9  | 32  |                                           |
| 13  | Bohemians 1905        | 30 | 7  | 7  | 16 | 22 | 39 | −17 | 28  |                                           |
| 14  | FC Vysočina Igława    | 30 | 6  | 9  | 15 | 26 | 47 | −21 | 27  |                                           |
| 15  | FC Hradec Králové (R) | 30 | 8  | 3  | 19 | 29 | 51 | −22 | 27  | Spadek do II ligi                         |
| 16  | 1. FK Příbram (R)     | 30 | 6  | 4  | 20 | 29 | 61 | −32 | 22  | Spadek do II ligi                         |

1. ↑  Fastav Zlín zakwalifikował się do fazy grupowej Ligi Europy wygrywając Puchar Czech 2016/2017.
2. 1 2  mecze bezpośrednie: Slovan 1–1 Jablonec, Jablonec 4–0 Slovan.
3. 1 2  mecze bezpośrednie: Zbrojovka 1–0 Slovácko, Slovácko 0–0 Zbrojovka .
4. 1 2  mecze bezpośrednie: Hradec 1–0 Jihlava, Jihlava 3–1 Hradec.

## Stadiony
| Klub               | Miasto            | Stadion                                     | Pojemność | Zdjęcie |
| ------------------ | ----------------- | ------------------------------------------- | --------- | ------- |
| Bohemians 1905     | Praga             | Ďolíček                                     | 5 000     |         |
| Dukla Praga        | Praga             | Na Julisce                                  | 8 150     |         |
| Fastav Zlín        | Zlín              | Stadion Letná                               | 6 375     |         |
| FC Hradec Králové  | Hradec Králové    | Všesportovní stadion                        | 7 220     |         |
| FK Jablonec        | Jablonec nad Nysą | Chance Arena                                | 6 280     |         |
| MFK Karwina        | Karwina           | Stadion Miejski                             | 4 833     |         |
| FK Mladá Boleslav  | Mladá Boleslav    | Stadion Miejski                             | 5 000     |         |
| 1. FK Příbram      | Przybram          | Na Litavce                                  | 9 100     |         |
| Slavia Praga       | Praga             | Eden Aréna                                  | 20 800    |         |
| 1. FC Slovácko     | Uherské Hradiště  | Městský fotbalový stadion Miroslava Valenty | 8 121     |         |
| Slovan Liberec     | Liberec           | Stadion u Nisy                              | 9 900     |         |
| Sparta Praga       | Praga             | Generali Arena                              | 19 416    |         |
| FK Teplice         | Cieplice          | Na Stínadlech                               | 18 221    |         |
| Viktoria Pilzno    | Pilzno            | Stadion města Plzně                         | 11 722    |         |
| FC Vysočina Igława | Igława            | Stadion v Jiráskově ulici                   | 4 025     |         |
| Zbrojovka Brno     | Brno              | Městský fotbalový stadion Srbská            | 12 550    |         |

### Najlepsi strzelcy
Aktualne na 27 maja 2017.
| L.p. | Strzelec         | Klub               | Bramki |
| ---- | ---------------- | ------------------ | ------ |
| 1    | Milan Škoda      | Slavia Praga       | 15     |
| 1    | David Lafata     | Sparta Praga       | 15     |
| 3    | Muris Mešanović  | Slavia Praga       | 12     |
| 4    | Michael Krmenčík | Viktoria Pilzno    | 10     |
| 4    | Michal Škoda     | Zbrojovka Brno     | 10     |
| 6    | Jan Chramosta    | FK Mladá Boleslav  | 9      |
| 6    | Dāvis Ikaunieks  | FC Vysočina Igława | 9      |
| 8    | Tomáš Pilík      | 1. FK Příbram      | 8      |
| 8    | Golgol Mebrahtu  | FK Mladá Boleslav  | 8      |
| 8    | Marek Bakoš      | Viktoria Pilzno    | 8      |
| 8    | Martin Doležal   | FK Jablonec        | 8      |
| 8    | Martin Fillo     | FK Teplice         | 8      |